# مات شيرير
مات شيرير (بالإنجليزية: Matt Scherer)‏ هو منافس ألعاب قوى أمريكي، ولد في 21 نوفمبر 1983.

## وصلات خارجية
- مات شيرير على موقع الاتحاد الدولي لألعاب القوى (الإنجليزية)